# Helena von Znojmo

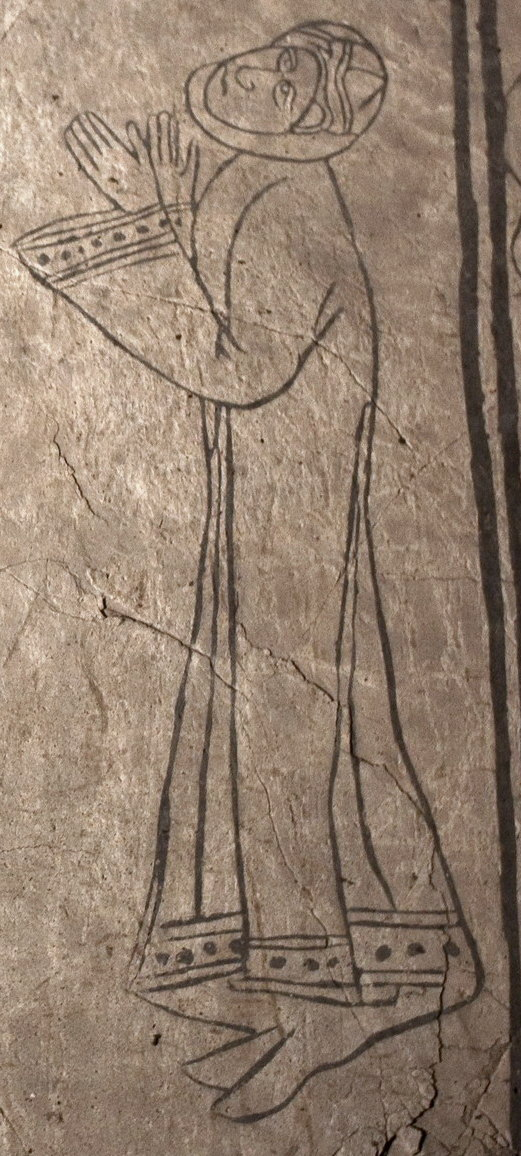
In Wiślica

Helena von Znojmo, auch Helena von Znaim, (* um 1141; † um 1205) war eine böhmische Prinzessin und polnische Fürstin. Sie entstammte dem Adelsgeschlecht der Přemysliden und heiratete in die kleinpolnischen Piasten ein. Sie wird allerdings nicht mit ihrem vollen Namen genannt, sondern immer nur als Helena erwähnt.

## Familie
Helena war die Tochter des mährischen Herzogs Konrad II. von Znaim (* um 1115; † 1161) und der Maria von Rascia, der Tochter von Uroš I. von Serbien. In Urkunden wird sie gemeinsam mit Kasimir und ihren beiden Söhnen erwähnt:

“Casimirus dux et uxor eius Helena cum duolus filiis Lescone et Conrado”

„Casimir Herzog und seine Frau Helena mit ihren beiden Söhnen Leszek und Konrad“

Im Jahr 1163 heiratete sie den polnischen Seniorherzog Kasimir II. von Polen. Mit ihm hatte sie mehrere Kinder darunter:
- Kasimir (1165 – 2. März 1167)
- Boleslaw (um 1168 – 16. Oktober 1182)
- Maria Anastasia (1162/1167–1194) Ehefrau des ruthenischen Prinzen Vsevolod IV. von Kiew
- Leszek der Weiße (1186–1227) wurde der Nachfolger seines Vaters als Seniorherzog von Polen
- Konrad von Masowien (1187/1188–1247) Herzog von Masowien
- Adelajda von Kleinpolen (1180–1211) Klosterstifterin